# Заводопетровское
Заводопетровское — село в Ялуторовском районе Тюменской области (Россия). Является центром Заводопетровского сельского поселения. Село расположено в 39 км от железнодорожной станции Ялуторовск.

## История
В 1943 году Заводопетровское получило статус посёлка городского типа и название Заводопетровский. В 1992 году посёлок Заводопетровский был преобразован в село Заводопетровское.

## Население
| 1959 | 1970  | 1979  | 1989  | 2002 | 2010 | 2012 |
| ---- | ----- | ----- | ----- | ---- | ---- | ---- |
| 2593 | ↘2015 | ↘1544 | ↘1146 | ↘895 | ↘743 | ↗759 |
| 2013 | 2014  | 2015  | 2016  | 2017 | 2018 | 2019 |
| ↘730 | ↗737  | ↗738  | ↗755  | ↗770 | ↘769 | ↘734 |
| 2020 | 2021  |       |       |      |      |      |
| ↘709 | ↘499  |       |       |      |      |      |